# Quận Blue Earth, Minnesota
Quận Blue Earth là một quận Minnesota, Hoa Kỳ. Quận lỵ đóng ở Mankato 6. Theo điều tra dân số năm 2000 của Cục Thống kê Dân số Hoa Kỳ, quận có dân số 55.941 người 2.

## Địa lý
Theo Cục Thống kê Dân số Hoa Kỳ, quận có diện tích tổng cộng 1984 km2, trong đó có 35 km2 là diện tích mặt nước.